# Sporting Club Foggia 1922-1923
Questa pagina raccoglie i dati riguardanti lo Sporting Club Foggia nelle competizioni ufficiali della stagione 1922-1923.

## Stagione
Il Foggia nel campionato di Seconda Divisione 1922-1923 si è classificato al primo posto con 5 punti nel girone pugliese della Lega Sud. Promosso in Prima Divisione.

## Rosa
| N. |                   | Ruolo | Calciatore          |
| -- | ----------------- | ----- | ------------------- |
|    | Italia (bandiera) | P     | Raffaele Ferraretti |
|    | Italia (bandiera) | P     | Renato Sarti        |
|    | Italia (bandiera) | D     | Michele Camero      |
|    | Italia (bandiera) | D     | Guido De Biase      |
|    | Italia (bandiera) | D     | Renato Trotta       |
|    | Italia (bandiera) | C     | Aulenti             |
|    | Italia (bandiera) | C     | Romano              |
|    | Italia (bandiera) | C     | Francesco De Stasio |
|    | Italia (bandiera) | C     | Vito Fasano         |
|    | Italia (bandiera) | C     | Roberto Fini        |
|    | Italia (bandiera) | C     | Antonio Occhionero  |
|    | Italia (bandiera) | C     | Alessandro Sarti    |

| N. |                   | Ruolo | Calciatore       |
| -- | ----------------- | ----- | ---------------- |
|    | Italia (bandiera) | C     | Giulio Cifarelli |
|    | Italia (bandiera) | C     | Coda             |
|    | Italia (bandiera) | C     | Giuseppe Comei   |
|    | Italia (bandiera) | C     | Luigi D'Onofrio  |
|    | Italia (bandiera) | C     | Mario Maccione   |
|    | Italia (bandiera) | C     | Giovanni Mantua  |
|    | Italia (bandiera) | A     | De Luca          |
|    | Italia (bandiera) | A     | Luigi Favino     |
|    | Italia (bandiera) | A     | Aurelio Giuliani |
|    | Italia (bandiera) | A     | Mario Casale     |
|    | Italia (bandiera) | A     | Arturo Pirone    |
|    | Italia (bandiera) | A     | Rizzotti         |